# Dunmore Town
Dunmore Town est une ville des Bahamas.